# Chapelle Mayrink
La chapelle Mayrink, située à proximité du centre d'accueil du parc national de Tijuca, à Rio de Janeiro, a été construite en 1855 par le vicomte Antônio Alves Souto, propriétaire de la Fazenda Boa Vista.

## Histoire
Son nom original était Notre-Dame de Bethléem (Nossa Senhora de Belém). Elle fut rebaptisée Capela Mayrink en 1896, après que la zone fut vendue au conseiller Francisco de Paula Mayrink. Sur l'autel de la chapelle se trouvent des répliques de quatre tableaux du peintre Candido Portinari. Les originaux sont aujourd'hui conservés au Musée national des Beaux-Arts à Rio.
La chapelle a été rénovée dans les années 1940 sur ordre de l'administrateur du Parc National, Raymundo Ottoni de Castro Maya, par l'architecte Wladimir Alves de Souza, qui a refait la façade et conçu un petit clocher à côté du bâtiment. Les jardins et les bains du patio, en marbre de Carrare, ont été conçus par le paysagiste Roberto Burle Marx,.